# Ikarus E98
Az Ikarus E98 az Ikarus turistabusza. A buszból több, mint 40 darab került a Volán társaságokhoz. A volt Pannon Volán GBG-584 rendszámú busza bekerült a Volánbusz értékmegőrző programjába, ezáltal nosztalgiabuszként lehet majd vele a jövőben találkozni.

## Fejlesztés és a karosszéria kialakítása
A busztípus tervezésénél egy nagyobb csomagtér-kapacitású és akár 3 csillagos minősítést is elérő felszereltség kialakítása volt a cél. Ehhez a padló magasságát az Ikarus E95-höz képest megemelték. Az utastérben az alsó ablakvonal magasabbra került, de a nagy méretű dupla falú üvegezés így már tökéletes panorámát nyújtott és a megemelt utastérben immáron egy WC-nek is jutott hely. A homlokfal és hátfal kialakítása az akkori 395-ös formadarabjaira épül. Jól beleillett a teljes palettát lefedő típuslistába. Eleinte készült süllyesztett vezetőállású és 2, vagy 3 részre osztott szélvédőjű változat is, de erről a későbbiekben letettek.
A karosszéria négyszög keresztmetszetű, zárt acélprofilokból készített hegesztett felépítmény. Az anyagminőség nagy folyáshatárú szerkezeti acél volt. Némely esetben, (főleg a Scania és Volvo) a járóképes alvázakra történő karosszéria gyártásánál hegesztéstechnikai problémákat okozott, hogy a skandináv gyártók korrózióálló acélokat használtak az alváz-konstrukcióikhoz és a jelentősen eltérő anyagminőségeket nehéz volt összehegeszteni.
A mell-, hátfal- és tetőburkolat szálerősítésű poliamid formadarabokból, az oldalburkolat, a motortér és a szerviznyílások ajtajai, illetve rácsai acéllemezből készültek.

## Belső tér
Az autóbuszokban csúszásgátló műanyag padló található. Textil kárpitozású, VOGEL ECO dönthető háttámlás, szélesíthető luxus kivitelű utasüléseket szereltek a buszokba. Az autóbuszokban THERMO KING LRT 1004 típusú légkondicionálót építettek be.